# Судан на Светском првенству у атлетици у дворани 2014.
Судан је учествовао на Светском првенству у атлетици у дворани 2014. одржаном у Сопоту од 7. до 9. марта девети пут. Репрезентацију Судана представљао је један такмичар који се такмичио у скоку увис.,
На овом првенству Судан није освојио ниједну медаљу. Није било нових националних, личних и рекорда сезоне.

## Учесници
Мушкарци:
- Ali Mohd Younes Idriss — Скок увис

## Резултати

### Мушкарци
| Атлетичар              | Дисциплина | Лични рекорд | Квалификација | Квалификација | Финале               | Финале  | Детаљи |
| Атлетичар              | Дисциплина | Лични рекорд | Резултат      | Место         | Резултат             | Место   | Детаљи |
| ---------------------- | ---------- | ------------ | ------------- | ------------- | -------------------- | ------- | ------ |
| Ali Mohd Younes Idriss | Скок увис  | 2,28 НР      | 2,21          | 13            | Није се квалификовао | 13 / 17 |        |